# Justitiestatsexpeditionen
Justitiestatsexpeditionen var namnet på justitiestatsministerns expedition från 1809 tills ämbetet övergick till justitieministerns 1876.